# 邓玉琢
邓玉琢（1903年—1937年11月8日），字温璞，男，辽宁人，国民革命军陆军第67军107师参谋长。中华民国军事将领。中华人民共和国民政部公布第一批著名抗日英烈。1937年淞沪会战期间，于11月10日在今上海市松江区白鹤港与日军激战中殉国。

## 生平
邓玉琢7岁入学，在家乡读完初高两级小学。随后依次就读安东林科中学、东北讲武堂。毕业后，曾留校任教官，后被分配到东北军总部从事参谋工作。1936年，邓玉琢出任西北抗日联军总部参谋处处长。同年12月12日，西安事变发生后，他积极协助张学良将军策划实施了一系列军政措施，并亲自到雁门关布防，指挥东北军官兵，防止了亲日的何应钦派兵进攻西安。张学良被蒋介石扣押后，邓玉琢出任东北军第67军107师少将参谋长。
1937年11月5日，日军为切断中国守军的后路在杭州湾金山卫登陆。67军受命担负掩护上海主战场中国军队撤退的任务。邓玉琢率领107师官兵冒雨进军，抢占了松江县城。11月6日晚，在松江东南米市渡附近约30米正面的阵地上与登陆日军浴血奋战，打退日军多次进攻。11月8日夜12时许，107师已完成了阻击任务，上海主战场中国军队大部队已安全撤离。但此时，日军已将松江县城三面包围，仅剩一面的苏州河大桥又被敌机炸毁。11月9日傍晚，邓玉琢在白鹤港租住部队渡河突围。而突遭日本便衣队袭击，邓玉琢及军长吴克仁、军参谋长吴桐岗等人壮烈殉国，他所率领的107师将士，绝大多数也都英勇不屈地为国捐躯，然而这悲壮的“松江三日”，在当时不仅未得到中华民国政府的表彰，反而被诬陷为投敌叛变，被撤销了107师番号，蒙冤长达40年之久。
1988年9月，《人民日报》发表了吕正操、方毅、宋黎撰写的《血战失地、贡献中华》的抗日战争回忆录，详尽追述了东北军第67军将士英勇抗战血染疆场的事迹和邓玉琢将军对日作战牺牲的经过。1993年3月，辽宁省人民政府批准邓玉琢为革命烈士。同年6月，东港市前阳镇人民政府在烈士的家乡修建了邓玉琢烈士纪念碑，并将烈士陵园开辟为青少年爱国主义教育基地。